# Kozielec (skały)
Kozielec (niem. Schlosshübel, 1194 m n.p.m.)  – grupa skał w Karkonoszach na terenie Karkonoskiego Parku Narodowego.
Grupa okazałych granitowych skał położona na północny wschód od grupy skał Czeskie Kamienie. Poniżej Ścieżka nad Reglami, którą prowadzi zielony szlak.

## Szlaki turystyczne
Poniżej biegnie szlak turystyczny:
- zielony szlak  Śnieżne Kotły - Schronisko „Odrodzenie”.